# Chicago-Marathon 2006
| 29. Chicago-Marathon    | 29. Chicago-Marathon                  |
| ----------------------- | ------------------------------------- |
| Stadt                   | Chicago, Vereinigte Staaten           |
| Datum                   | 22. Oktober 2006                      |
| Distanz                 | 42,195 Kilometer                      |
| Sieger                  |                                       |
| Männer                  | Robert Kipkoech Cheruiyot (2:07:35 h) |
| Frauen                  | Berhane Adere (2:20:42 h)             |
| ← Chicago-Marathon 2005 | Chicago-Marathon 2007 →               |
| Website                 | Offizielle Website                    |

Der Chicago-Marathon 2006 war die 29. Ausgabe der jährlich stattfindenden Laufveranstaltung in Chicago, Vereinigte Staaten. Der Marathon fand am 22. Oktober 2006 statt und war der vierte World Marathon Majors des Jahres.
Bei den Männern gewann Robert Kipkoech Cheruiyot in 2:07:35 h und bei den Frauen Berhane Adere in 2:20:42 h.

## Ergebnisse

### Männer
| Platz | Athlet                    | Land               | Zeit (h) |
| ----- | ------------------------- | ------------------ | -------- |
| 01    | Robert Kipkoech Cheruiyot | Kenia              | 2:07:35  |
| 02    | Daniel Njenga             | Kenia              | 2:07:40  |
| 03    | Jimmy Muindi              | Kenia              | 2:07:51  |
| 04    | Abdihakem Abdirahman      | Vereinigte Staaten | 2:08:56  |
| 05    | Robert Cheboror           | Kenia              | 2:09:25  |
| 06    | Brian Sell                | Vereinigte Staaten | 2:10:47  |
| 07    | Japhet Kosgei Kipkorir    | Kenia              | 2:11:37  |
| 08    | Benjamin Maiyo            | Kenia              | 2:11:53  |
| 09    | Dejene Berhanu            | Äthiopien          | 2:12:27  |
| 10    | Meshack Kosgei Kirwa      | Kenia              | 2:12:31  |

### Frauen
| Platz | Athletin                 | Land                   | Zeit (h)   |
| ----- | ------------------------ | ---------------------- | ---------- |
| 01    | Berhane Adere            | Äthiopien              | 2:20:42 NR |
| 02    | Galina Bogomolowa        | Russland               | 2:20:47 NR |
| 03    | Benita Johnson           | Australien             | 2:22:36 NR |
| 04    | Madaí Pérez Carrillo     | Mexiko                 | 2:22:59 NR |
| 05    | Constantina Tomescu-Diță | Rumänien               | 2:24:25    |
| 06    | Nuța Olaru               | Rumänien               | 2:25:37    |
| 07    | Hiromi Ōminami           | Japan                  | 2:26:54    |
| 08    | Ljudmila Petrowa         | Russland               | 2:27:08    |
| 09    | Kathy Butler             | Vereinigtes Königreich | 2:28:39    |
| 10    | Dulce María Rodríguez    | Mexiko                 | 2:28:54    |